# Vasilați (okręg Călărași)
Vasilați – wieś w Rumunii, w okręgu Călărași, w gminie Vasilați. W 2011 roku liczyła 3590 mieszkańców.